# Alexandre Flanquart
Alexandre Flanquart (Cambrai, 9 ottobre 1989) è un rugbista a 15 francese, seconda linea del Bordeaux Bègles dal 2019.

## Palmarès
- Campionati francesi: 1
Stade français: 2014-15
- Challenge Cup: 1
Stade français: 2016-17